# Cuorgnè
Cuorgnè é uma comuna italiana da região do Piemonte, província de Turim, com cerca de 10.037 habitantes. Estende-se por uma área de 19 km², tendo uma densidade populacional de 528 hab/km². Faz fronteira com Castellamonte, Pont-Canavese, Borgiallo, Chiesanuova, Alpette, San Colombano Belmonte, Canischio, Valperga, Prascorsano.

## Demografia
| Variação demográfica do município entre 1861 e 2011                               |
|                                                                                   |
| Fonte: Istituto Nazionale di Statistica (ISTAT) - Elaboração gráfica da Wikipedia |